# نفسي اجتماعي
ليكون المفهوم بمعنى مفهوم نفسي اجتماعي فهذا يعني أنه يرتبط بالنمو النفسي للشخص في البيئة الاجتماعية وبالتفاعل معها. ولا يجدر بالمرء أن يكون مدركًا تمامًا لهذه العلاقة مع بيئته. كان أول من استخدم هذا المصطلح في العموم هو عالم النفس إريك إريكسون في مراحل النمو الاجتماعي. ويتعارض هذا المفهوم مع علم النفس الاجتماعي، الذي يحاول تفسير الأنماط الاجتماعية داخل الفرد. ويستخدم هذا المفهوم دائمًا في سياق «التدخل الاجتماعي النفسي،» الذي يستخدم عمومًا جنبًا إلى جانب التدخلات النفسية التعليمية أو تدخلات علم النفس الدوائي ويشير إلى الحلول للتحديات التي يواجهها الفرد عند التعامل مع أحد عوامل البيئة الاجتماعية.
إن المشكلات التي تحدث في الوظيفة النفسية الاجتماعية يمكن الإشارة إليها بـ «الاختلال النفسي الاجتماعي» أو «الاعتلال النفسي الاجتماعي.» ويشير هذا إلى نقص النمو أو ضمور الأنا النفسية الاجتماعية، ويحدث هذا في الغالب مصاحبًا لحالات الاختلال الأخرى والتي قد تكون جسدية أو شعورية أو إدراكية بطبيعتها.
الدعم النفسي الاجتماعي هو منهج في علاج ضحايا الكوارث أو النكبات أو العنف لدعم مرونة المجتمعات والأفراد. ويهدف هذا المنهج إلى تسهيل عملية استئناف الحياة الطبيعية وتيسير مشاركة الأشخاص المصابين فترة نقاهتهم والوقاية من الآثار المرضية للمواقف المرضية المحتملة.
الشبكة الاجتماعية النفسية هي شبكة من العاملين في المجال الاجتماعي النفسي وتقدم تلك الشبكة خدمات مشاركة المعلومات التي يحتاجها مختلف الأشخاص في المجال الاجتماعي النفسي - بدءًا من الممارسين الشعبيين إلى صانعي القرارات في الأمم المتحدة.

## وصلات خارجية
- The International Red Cross Reference Center for Psychosocial Support
- The Psychosocial Research Unit